# 1219-1210 v.Chr.
De jaren 1219-1210 v.Chr. (van de christelijke jaartelling) zijn een decennium in de 13e eeuw v.Chr..

## Gebeurtenissen

### Assyrië
- 1218 v.Chr. - Koning Tukulti-Ninurta I verovert Babylon en laat het beeld van de oppergod Marduk wegslepen naar Assur.

### Egypte
- 1214 v.Chr. - Koning Amenmesses (1214 - 1204 v.Chr.) de vijfde farao van de 19e dynastie van Egypte.
- 1212 v.Chr. - Amenmesses regeert over Thebe en Opper-Egypte, zijn broer Seti II over Neder-Egypte.

<< · 1299-1290 · 1289-1280 · 1279-1270 · 1269-1260 · 1259-1250 · 1249-1240 · 1239-1230 · 1229-1220 · 1219-1210 · 1209-1200 · >>